# Разумовський Валерій Казимирович
Вале́рій Казими́рович Патер-Разумо́вський (26 червня 1962, Дніпродзержинськ, Україна) — український автогонщик, абсолютний чемпіон України з ралі (2004), неодноразовий чемпіон України з різних дисциплін автоспорту: ралі (1995, 2004), автокросу (1995, 1997), гірських гонок (1999, 2000, 2008). Учасник чемпіонатів світу та Європи з авторалі.

## Життєпис
Народився у сім'ї Казимира Романовича Патер-Разумовського, майстра спорту СРСР з легкої атлетики, який у 1980 році ніс олімпійський вогонь Олімпіади-80. Закінчив Дніпродзержинський індустріальний інститут.
Зі шкільних років захоплювався мотокросом, тренувався в команді ДОСААФ. В 1986 році дебютував в змаганнях з автомобільного кросу на трасі в Артемовську (нині Бахмут), в 1990 році виконав норматив на звання кандидату в майстри спорту УРСР. Паралельно захопився класичним ралі. В 1993 році двічі брав участь в етапах чемпіонату Європи в Болгарії в екіпажі з Андрієм Александровим. З 1994 по 2007 роки виступав в чемпіонаті України з ралі в якості першого пілота. В 2006 році взяв участь в етапі чемпіонату світу WRC, ралі Туреччини. 
В 1997 році створив Дніпродзержинський міський спортивно-технічний клуб MSC («Mobile Sound Club»). Згодом став президентом клубу, а клуб – найпотужнішим в Україні технічним центром з підготовки та налаштування спортивних автомобілів Mitsubishi Lancer Evolution. З 1998 по 2005 роки був ініціатором та організатором проведення в Дніпродзержинську (нині Кам'янське) етапу чемпіонату України, ралі «Дніпро».
Після закінчення спортивної кар'єри був депутатом Дніпродзержинської міської ради.

## Виступи в чемпіонаті України з ралі

### 1994–1999: ВАЗ-2108
Валерій Разумовський почав брати участь в чемпіонаті України з ралі з найпершого його етапу, який відбувся в Одесі в 1994 році. Вже за рік Разумовський разом з товаришем по команді «Інтерспортсервіс» Русланом Железко досягає першого значного успіху – дві перемоги в ралі «Київ» та «Чумацький Шлях» приносять екіпажу чемпіонські титули в заліковому класі А8 (автомобілі з робочим об’ємом двигуна до 1600 куб. см). 
Ще за два роки, в 1997-му, Разумовський – вже з іншим штурманом, одеситом Віктором Шаповаловим – здобуває першу перемогу в абсолютному заліку етапу чемпіонату України, знов-таки в Херсоні, на ралі «Чумацький Шлях». Таким чином, Валерій стає одним з шести українських пілотів, яким коли-небудь вдавалось вигравати етап чемпіонату України в абсолюті на монопривідному автомобілі. Крім того, Разумовський є єдиним пілотом, який виграв етап чемпіонату України з ралі в абсолюті, перебуваючи після першої спецділянки на останній позиції.
Протягом двох наступних сезонів Разумовський продовжує виступати на ВАЗ-2108, але необхідність переходу на повнопривідну техніку стає дедалі більш очевидною. Останньою краплею стає чемпіонат 1999 року, коли з семи етапів спортсменові вдається довести машину до фінішу лише на одному – кам’янець-подільському ралі «Стара Фортеця». На початку наступного року терпінню Разумовського настає край і він пересідає на Mitsubishi Lancer Evo IV, придбаний у діючого чемпіона України Василя Ростоцького.

### 2000–2004: Mitsubishi Lancer Evo IV-VI
Цілком очікувано, результати Валерія миттєво покращуються – в шести гонках на Mitsubishi він чотири рази піднімається на подіум, що в підсумку дозволяє йому вперше в кар’єрі увійти в трійку призерів абсолютного заліку чемпіонату 2000 року. Оскільки перспективи бренду Mitsubishi є цілком очевидними, Разумовський починає будувати для себе наступний автомобіль власноруч, на базі створеної ним команди МСК.
Перший Mitsubishi Lancer Evo VI, побудований силами команди, дебютує на домашній для Разумовського гонці, ралі «Дніпро» 2001 року. Цей старт закінчується сходом з траси через проблеми з електрикою, але вже наступну гонку, херсонське ралі «Чумацький Шлях», Валерій виграє – і знов, вдруге поспіль, здобуває бронзові нагороди всього чемпіонату. 
Два наступні сезони проходять на тому ж стабільно високому рівні. Використовуючи в усіх гонках той самий автомобіль, Разумовський здобуває дві перемоги (ралі «Дніпро»-2002 та «Карпати»-2003) і кожного разу потрапляє до трійки призерів чемпіонату в абсолюті. З іншого боку, співвідношення вдалих фінішів та прикрих сходів лишається приблизно рівним: в 11 гонках пілот п’ять разів не дістається фінішу. 
Переломним моментом стає чемпіонат 2004 року – в шести гонках Валерій та його штурман Ігор Султанов лише один раз сходять з траси через технічні проблеми. Три перемоги в решті гонок («Чумацький Шлях, «Дніпро» й «Карпати») дозволяють Разумовському здолати найвищу сходинку своєї кар’єри – стати абсолютним чемпіоном України з ралі. Відзначимо, що вирішальним фактором стала саме перемога Валерія на останньому етапі чемпіонату, ралі «Карпати», завдяки якій він випередив головного суперника, Олександра Салюка-старшого, маючи однакову з ним кількість набраних очок.

### 2005–2007: Mitsubishi Lancer Evo VIII-IX
По закінченні переможного сезону-2004 Разумовський продає чемпіонську машину своєму колезі Юрію Ярило, а сам проводить декілька гонок на іншому автомобілі тієї ж генерації, раніше побудованому для Юрія Протасова. Паралельно в боксах команди йде створення машини нового покоління Mitsubishi Lancer Evo VIII, яка вперше виходить на старт на ралі «Галіція» 2005 року. Валерій блискуче проводить гонку і показує кращий час за підсумками всіх спецділянок – але після фінішу технічні комісари анулюють його результат через невідповідність коробки передач діючій омологації. 
Залишок сезону проходить непогано – Разумовський вчергове виграє домашнє ралі «Дніпро» і посідає четверту позицію в абсолютному заліку чемпіонату. Але, як виявляється згодом, ця перемога стає останньою в його кар’єрі. В цей період команда МСК присвячує все більше часу технічному обслуговуванню та побудові нових автомобілів. Змушений керувати цими процесами, Валерій протягом чемпіонату-2006 лише двічі піднімається на подіум (ралі «Трембіта» та «Галіція»), а за одну гонку до фінішу взагалі продає свій автомобіль івано-франківському спортсмену Степану Мазуру. 
На старт чемпіонату 2007 року Разумовський виходить на новому автомобілі з новим штурманом, Сергієм Хомяком – але перша ж гонка закінчується серйозною аварією, в якій машина отримує значні пошкодження. Через місяць після цього Валерій бере участь в ралі «Чумацький Шлях», де фінішує восьмим – і це стає останнім його виступом в чемпіонаті України з ралі.

## Виступи в інших турнірах
З моменту заснування в 2004 році гоночної серії Кубок Лиманів Валерій Разумовський час від часу виходив на старт цих змагань, розцінюючи їх, як тренування та можливість тестування нової техніки. Втім, навіть попри таке ставлення, спортсменові вдалося двічі, в 2004 та 2005 роках, стати призером Кубку в абсолютному заліку, одержавши при цьому чотири перемоги на окремих етапах. 
Востаннє Разумовський вийшов на старт етапу Кубку Лиманів через багато років після того, як закінчив кар’єру в автоспорті. Сталося це на ралі «Куяльник» 2013 року, причому штурманом Валерія став його давній друг та організатор турніру Віктор Шаповалов. Виступ екіпажу носив, скоріше, ностальгійний характер і закінчився сходом з траси на четвертій спецділянці. 
Також, крім Кубку Лиманів, Валерій Разумовський в 2008 році брав участь в змаганнях Кубку FAU з ралі-спринту, які переважно проходили в Карпатах. Перемога на ралі «Львівський Стандарт» та друге місце на ралі «Карпати» дозволили пілоту також стати призером цієї гоночної серії.

## Результати в чемпіонаті України з ралі
| Рік  | Штурман             | Автомобіль            | Етапи  | Етапи  | Етапи  | Етапи  | Етапи  | Етапи  | Етапи  | Абсолют | Абсолют | Клас | Клас |
| Рік  | Штурман             | Автомобіль            | 1      | 2      | 3      | 4      | 5      | 6      | 7      | Поз.    | Очки    | Поз. | Очки |
| ---- | ------------------- | --------------------- | ------ | ------ | ------ | ------ | ------ | ------ | ------ | ------- | ------- | ---- | ---- |
| 1994 | Олександр Бабенко   | ВАЗ-2108              | ОД 4   | ЧШ –   |        |        |        |        |        | 7       | 10      | 3    | 15   |
| 1995 | Руслан Железко      | ВАЗ-2108              | КУ н/ф | КИ 3   | ЧШ 3   |        |        |        |        | н/к*    | 0       | 1    | 40   |
| 1996 | Руслан Железко      | ВАЗ-2108              | КО 6   | КУ н/ф | ЧШ н/ф | КИ н/ф | СК –   |        |        | 15      | 6       | 5    | 20   |
| 1997 | Віктор Шаповалов    | ВАЗ-2108              | СК –   | КУ н/ф | ЧШ 1   | КА –   |        |        |        | 5       | 30      | 3    | 30   |
| 1998 | Євген Понедельнік   | ВАЗ-2108              | КА 6   | СК н/ф | ДН 2   | ЧШ н/ф | ЛО 3   |        |        | 5       | 36      | 3    | 57,5 |
| 1999 | Юрій Ростоцький     | ВАЗ-2108              | СТ н/ф | РО н/ф | КУ н/ф | ДН н/ф | СФ 3   | ЧШ н/ф | КА н/ф | 23      | 12      | 10   | 15   |
| 2000 | Ігор Султанов       | ВАЗ-2108              | СТ 11  |        |        |        |        |        |        | 3       | 56      | 3    | 38   |
| 2000 | Ігор Султанов       | Mitsubishi Lancer Evo |        | СК н/ф | КУ 2   | СФ 3   | ДН н/ф | ЧШ 2   | КА 2   | 3       | 56      | 3    | 38   |
| 2001 | Вадим Мордовін      | Mitsubishi Lancer Evo | СТ –   | СФ –   | АР –   | КУ –   | ДН н/ф | ЧШ 1   |        | 3       | 40      | 3    | 40   |
| 2002 | Вадим Мордовін      | Mitsubishi Lancer Evo | СТ н/ф | СФ 3   | АР н/ф |        |        |        |        | 2       | 46      | 2    | 46   |
| 2002 | Ігор Султанов       | Mitsubishi Lancer Evo |        |        |        | ДН 1   | ЧШ 2   |        |        | 2       | 46      | 2    | 46   |
| 2003 | Геннадій Дзюбак     | Mitsubishi Lancer Evo | СТ 2   | АР н/ф | ЧШ н/ф | КУ н/ф | КА 1   | ДН 6   |        | 3       | 17      | 3    | 18   |
| 2004 | Ігор Султанов       | Mitsubishi Lancer Evo | СТ 3   | СФ 3   | ЧШ 1   | КУ н/ф | ДН 1   | КА 1   |        | 1       | 36      | 2    | 38   |
| 2005 | Ігор Султанов       | Mitsubishi Lancer Evo | СК н/ф | ЧШ н/ф | ГА н/ф | СФ 3   | ЯЛ –   | ДН 1   |        | 4       | 16      | 4    | 16   |
| 2006 | Ігор Султанов       | Mitsubishi Lancer Evo | СФ н/ф | ЧШ н/ф | ТР 3   | ГА 2   | БУ –   | ЯЛ н/ф | ЗО –   | 7       | 14      | 8    | 14   |
| 2007 | Сергій Хомяк        | Mitsubishi Lancer Evo | СФ н/ф |        |        |        |        |        |        | н/к     | 1       | н/к  | 3    |
| 2007 | Олександр Тонкошкур | Mitsubishi Lancer Evo |        | ЧШ 8   | ТР –   | ГА –   | БУ –   | ЯЛ –   | ДО –   | н/к     | 1       | н/к  | 3    |

* В 1995 році чемпіонат України в абсолютному заліку не розігрувався.